# Опівнічна спека (фільм)
«Опівнічна спека» (англ. Sunset Heat) — американський трилер 1992 року.

## Сюжет
Повернувшись у Лос-Анджелес після довгої відсутності, фотожурналіст Ерік «потрапляє у халепу». Він зупиняється в Малібу в будинку свого друга Денні, який вплутався в мафіозні справи, вкравши у гангстерів мільйон доларів. Оскаженілий бандитський бос Карл Медсен, разом з яким до від'їзду з Лос-Анджелеса Ерік торгував наркотиками, віддає наказ убити Денні, бере в заручниці кохану Еріка і дає йому 24 години, щоб знайти і повернути викрадені гроші.

## У ролях
- Майкл Паре — Ерік Райт
- Адам Ент — Денні Роллінз
- Денніс Гоппер — Карл Медсен
- Дафна Ешбрук — Джулі
- Чарлі Шлеттер — Девід
- Трейсі Туід — Лена
- Літтл Річард — Брендон
- Лука Берковічі — детектив Кук
- Стефанос Мільцакакіс — Арк
- Тоні Тодд — Друкер
- Шеріл Фріман — жінка-поліцейський
- Джо Лара — Тодд
- Майкл Телботт — бармен
- Сінді Валентайн Леоні — Холлі
- Дейв Дерошер — охоронець Карла
- Джулі Стрейн — дівчина зі сніданком / срібна статуя
- Трейсі Делі — дівчина у басейні
- Пол Бен-Віктор — житель Нью-Йорка
- Бріджет Батлер — леді в Нью-Йорку
- Боб Ларкін — старик
- Кліффорд Далтон — Вейн
- Джефф Дженсен — мрець у доках
- Елена Сахагун — модель
- Керрі Кларк — модель
- Сенді Чунг — модель
- Белінда Беррі — модель
- Сара Крамлет — модель
- Консуела Ненс — модель
- Лайат — модель
- Лені Фаас — Harley Guy
- Норм «Клатч» Дженнінгс — Harley Guy
- Джим Біслі — Harley Guy
- Девейн Ньюман — Harley Guy
- Хет — група Холлі
- Лес Джулі — басист
- Покет Оноре молодший — гітарист
- Тадеус Коріа — барабанщік
- Метт Вітмор — клавішик
- Крістін МакГроу — кокетка (в титрах не вказана)